# Saucerottia
Saucerottia és un gènere d'ocells de la subfamília dels troquilins (Trochilinae) dins la família dels troquílids (Trochilidae).

## Taxonomia
Les espècies que formen aquest gènere eren adés incloses a Amazilia, gènere que es da demostrar polifilètic arran un estudi molecular publicat el 2014.
Aquesta troballa va propiciar que fora ressuscitat el gènere Saucerottia. Avui és separat en 11 espècies:
- Saucerottia cyanocephala - colibrí amazília de corona blava.
- Saucerottia hoffmanni - colibrí amazília culblau.
- Saucerottia beryllina - colibrí amazília beril.
- Saucerottia cyanura - colibrí amazília cuablau.
- Saucerottia edward - colibrí amazília d'Edward.
- Saucerottia saucerottei - colibrí amazília verd-i-blau.
- Saucerottia cyanifrons - colibrí amazília de capell blau.
- Saucerottia castaneiventris - colibrí amazília ventre-roig.
- Saucerottia viridigaster - colibrí amazília ventreverd.
- Saucerottia tobaci - colibrí amazília carpó de coure.
- Saucerottia cupreicauda - colibrí amazília cua de coure.